# Särkämänjärvi
Särkämänjärvi är en sjö i kommunen Mäntyharju i landskapet Södra Savolax i Finland. Sjön ligger 103,1 meter över havet. Arean är 93 hektar och strandlinjen är 6,42 kilometer lång. Sjön  ingår i Kymmene älvs huvudavrinningsområde.   Den ligger omkring 30 kilometer sydväst om S:t Michel och omkring 180 kilometer nordöst om Helsingfors. 